# Нестерушкин, Валерий Михайлович
Вале́рий Миха́йлович Нестеру́шкин (род. 28 апреля 1949) — российский дипломат. Чрезвычайный и полномочный посол (2009).

## Биография
Окончил МГИМО (1971). На дипломатической работе с 1971 года.
- В 1992—1997 годах — советник-посланник Посольства России в Латвии.
- В 1997—1999 годах — заместитель директора Департамента информации и печати МИД России.
- С 5 мая 1999 по 12 февраля 2004 года — чрезвычайный и полномочный посол Российской Федерации в Республике Маврикий[1][2].
- В 2004—2010 годах — посол по особым поручениям МИД России, специальный представитель МИД России в процессе приднестровского урегулирования.
- С 19 апреля 2010 по 6 августа 2014 года — чрезвычайный и полномочный посол Российской Федерации в Сенегале[3][4].
- С 16 июня 2010 по 6 августа 2014 года — чрезвычайный и полномочный посол Российской Федерации в Гамбии по совместительству[5][4].

## Награды
Нагрудный знак Министерства иностранных дел ПМР «За вклад в развитие международных связей» (2010).

## Дипломатический ранг
- Чрезвычайный и полномочный посланник 2 класса (2 июля 1992)[7]
- Чрезвычайный и полномочный посланник 1 класса (15 января 2002)[8]
- Чрезвычайный и полномочный посол (14 июля 2009)[9]